# Cervus elaphus maral
El maral o ciervo rojo del Cáucaso (Cervus elaphus maral) es una subespecie del ciervo rojo, un mamífero artiodactilo de la familia Cervidae. Habita en el área entre el mar Negro y el mar Caspio, como Crimea, Asia Menor, la región montañosa del Cáucaso bordeando Europa y Asia y a lo largo de la región del Mar Caspio en Irán.

## Características
El maral mide alrededor de 1,35 cm de altura y pesa entre 230 a 320 kg. Sus cuernos miden alrededor de 1,2 m de longitud y 150 mm de grosor. Su pelaje es de color gris oscuro, excepto durante el verano cuando este es de un color marrón oscuro. Es característico de esta subespecie que los individuos adultos a menudo conserven algunas manchas blancas en el lomo. Los machos pierden sus astas a finales del invierno creciendo nuevamente a finales del verano. Uno, a veces dos, cervatillos nacen a mediados de primavera. Los cervatillos son de color marrón rojizo con manchas blancas.

## Ecología y comportamiento
El maral es un animal social y principalmente nocturno. Se alimenta de una gran variedad de hierbas y hojas y, ocasionalmente, bayas y setas. Recientemente[¿cuándo?] ha sido domesticado.

## Amenazas
En Rusia, el maral ha sido cazado por sus cuernos desde la década de 1930. Históricamente, la demanda de cuernos se cubrió con granjas de ciervos organizados en la Unión Soviética. La caza por parte de los humanos es vista como la causa de las disminuciones en su población. El número aproximado de marales en el este de Georgia se redujo de dos mil quinientos en 1985 a ochocientos ochenta de 1994, hoy sobrevive en tres parques nacionales, el Parque Nacional de Borjomi-Kharagauli, el Parque Nacional Lagodeji y el Parque Nacional Tusheti. Sus depredadores principales incluyen leopardos y hasta su extinción local, tigres del Caspio, también depredan sobre esta especie lobos y osos pardos.